# Västergötlands runinskrifter 55
Runinskrift Vg 55 är en runsten som står på åsen Källby hallar i Källby socken, Kinnefjärdings härad i Västergötland.
Stenen som står intill ett svårt skadat gravfält restes på vikingatiden i samband med kristendomens genombrott. Den höga raka monoliten är ornerad med två runband som är flätade i toppen och inramar ett stort stavkors vilket dominerar motivets hela mittyta. Mellan denna runsten och Vg 56 (som står 10 m NNV om denna runsten) löper den gamla vägen.
Inskriften lyder enligt nedan:

## Inskriften
Translitterering av runraden:
ulfʀ : auk : þiʀ : ra(k)nar : risþu : stin : þansi : iftiʀ : fara : faþur sin : ... ...ristin : man : saʀ : hafþi : kuþa : tru : til : kus :
Normalisering till runsvenska:
Ulfʀ ok þæiʀ ʀagnarr ræistu stæin þannsi æftiʀ Fara, faður sinn ... [k]ristinn mann, saʀ hafði goða tro til Guðs.
Översättning till nusvenska:
Ulf och Ragnar, de reste denna sten till minne efter Fare, fader sin ... kristen man. Han hade tro på Gud.